# NGC 3436
NGC 3436 في الفهرس العام الجديد، هي مجرة، تقع في كوكبة الأسد. اكتشفت في 30 نوفمبر 1877 .

## روابط خارجية
- NGC 3436 على موقع ويكي سكاي: DSS2, SDSS, GALEX, IRAS, Hydrogen α, X-Ray, Astrophoto, Sky Map, Articles and images